# Mistrzostwa Europy Par na Żużlu 2008
Mistrzostwa Europy Par na Żużlu 2008 – zawody żużlowe, mające na celu wyłonienie medalistów mistrzostw Europy par w sezonie 2008. W finale zwyciężyli Polacy Karol Ząbik, Adam Skórnicki i Sebastian Ułamek.

## Finał
- Natschbach-Loipersbach, 20 września 2008

| Msc | Drużyna / Zawodnik                              | Biegi                                   | Punkty    |
| --- | ----------------------------------------------- | --------------------------------------- | --------- |
| 1   | Polska                                          | Polska                                  | 28        |
| 1   | Karol Ząbik Adam Skórnicki Sebastian Ułamek     | (1,–,–,3,3,3) (2,3,3,–,–,–) (2,2,2,2,2) | 10 8 10   |
| 2   | Czechy                                          | Czechy                                  | 21 +3     |
| 2   | Aleš Dryml Lukáš Dryml Adrián Rymel             | (0,1,1,–,–,–) (3,d,2,3,3,3) (1,2,2)     | 2 14 +3 5 |
| 3   | Rosja                                           | Rosja                                   | 21 +2     |
| 3   | Aleksiej Charczenko Renat Gafurow Roman Poważny | (–,–,–,–,–,0) (3,1,3,d,3,3) (2,2,2,1,1) | 0 13 +2 8 |
| 4   | Węgry                                           | Węgry                                   | 18        |
| 4   | Matej Ferjan Sándor Tihanyi Norbert Magosi      | (3,3,3,3,2,2) (–,1,–,0,–,1) (0,0,0)     | 16 2 0    |
| 5   | Łotwa                                           | Łotwa                                   | 15        |
| 5   | Leonid Paura Vjačeslavs Giruckis –              | (w,0,2,0,1,1) (2,2,3,2,2,0) –           | 4 11 –    |
| 6   | Austria                                         | Austria                                 | 13        |
| 6   | Manuel Hauzinger Manuel Novotny Andreas Bössner | (3,3,1,1,1,3) (1,0,–,0,0,–) (0,0)       | 12 1 0    |
| 7   | Niemcy                                          | Niemcy                                  | 10        |
| 7   | Martin Smolinski Kevin Wölbert Tobias Busch     | (1,2,1,2,1,1) (0,1,0,–,–,–) (1,0,0)     | 8 1 1     |

Bieg po biegu:
1. Gafurow, Poważny, Smolinski, Wölbert
2. Hauzinger, Giruckis, Novotny, Paura (w)
3. Ferjan, Skórnicki, Ząbik, Magosi
4. L.Dryml, Poważny, Gafurow, A.Dryml
5. Hauzinger, Smolinski, Wölbert, Novotny
6. Ferjan, Giruckis, Tihanyi, Paura
7. Skórnicki, Ułamek, A.Dryml, L.Dryml (d)
8. Gafurow, Poważny, Hauzinger, Bössner
9. Giruckis, Paura, Smolinski, Wölbert
10. Ferjan, L.Dryml, A.Dryml, Magosi
11. Skórnicki, Ułamek, Poważny, Gafurow (d)
12. Ferjan, Smolinski, Busch, Tihanyi
13. Ząbik, Ułamek, Hauzinger, Novotny
14. L.Dryml, Giruckis, Rymel, Paura
15. Gafurow, Ferjan, Poważny, Magosi
16. Ząbik, Ułamek, Smolinski, Busch
17. L.Dryml, Rymel, Hauzinger, Novotny
18. Gafurow, Giruckis, Paura, Charchenko
19. L.Dryml, Rymel, Smolinski, Busch
20. Hauzinger, Ferjan, Tihanyi, Bössner
21. Ząbik, Ułamek, Paura, Giruckis
22. Bieg o 2. miejsce: L.Dryml, Gafurow